# Trattato elementare di chimica
Il Trattato elementare di chimica è un libro scritto dal chimico francese Antoine-Laurent de Lavoisier. 
La sua prima edizione fu pubblicata a Parigi, nel 1789.

## Contesto storico
Lavoisier pubblicò il Trattato nel 1789, l'anno della Rivoluzione francese. Alla fine del XVIII secolo l'alchimia era in declino. In questo senso, l'opera di Lavoisier rappresenta una critica di questo campo e una ricostruzione dei fenomeni chimici noti all'epoca da una prospettiva logica.

## Contributi alla chimica
Tra i contributi del Trattato elementare di chimica troviamo:
- La sua definizione di " elemento " si riferisce alle sostanze pure, quelle che non possono essere scomposte in sostanze più semplici.
- In base al criterio di "elemento", egli considerò 33 sostanze, tra cui il calore e la luce.
- La sua legge di conservazione della materia, secondo la quale la materia e l'energia non vengono né create né distrutte, ma solo trasformate.
- Introdusse il suo metodo di nomenclatura chimica.
- Descrisse una teoria sulla formazione di alcuni composti basata sugli elementi.
- Presenta la chimica come una disciplina scientifica, che fonda le sue basi nella sperimentazione e nella ricerca
- Propone il metodo di analisi gravimetrica per lo studio e l'interpretazione delle reazioni chimiche.
- Descrive dettagliatamente le tecniche e le attrezzature da lui utilizzate per condurre i suoi esperimenti.

## Successo dell'opera
Grazie a questo lavoro, la chimica acquisì un nuovo linguaggio analitico e metodico che contribuì a facilitare il lavoro di altri chimici, ottenendo una migliore comunicazione tra loro e stabilendo solide basi per la comprensione della chimica stessa.
Considerato il primo testo di chimica moderna e l'opera più notevole del suo autore, Lavoisier annotò le sue scoperte più importanti con l'intenzione di farle conoscere agli scienziati del suo tempo.